# Flagelloscypha abieticola
Flagelloscypha abieticola är en svampart som först beskrevs av Carl Ernst Otto Kuntze, och fick sitt nu gällande namn av W.B. Cooke 1961. Enligt Catalogue of Life ingår Flagelloscypha abieticola i släktet Flagelloscypha,  och familjen Niaceae, men enligt Dyntaxa är tillhörigheten istället släktet Flagelloscypha,  och familjen Cyphellopsidaceae. Artens status i Sverige är: Ej påträffad. Inga underarter finns listade i Catalogue of Life.